# Matic Benedik
Matic Benedik (ur. 3 marca 1993) – słoweński skoczek narciarski, reprezentant klubu SSK Alpina Žiri.
13 lutego 2010 w Villach zadebiutował w zawodach FIS Cupu, zajmując 30. miejsce.
W sezonie 2012/2013 zadebiutował w Pucharze Kontynentalnym. Pierwsze punkty zdobył w Engelbergu, zajmując 24. miejsce. 6 stycznia 2013 w Zakopanem po raz pierwszy znalazł się w pierwszej dziesiątce, zajmując 6. pozycję. Kilkukrotnie stawał na podium w cyklu Alpen Cup. 12 stycznia 2013 zwyciężył w konkursie w Planicy. 9 lutego dwukrotnie zajął 2. miejsce w zawodach Pucharu Kontynentalnego w Iron Mountain. Wynik ten powtórzył też tydzień później w Brotterode. 10 marca w Lahti zadebiutował w zawodach Pucharu Świata, zajmując 45. miejsce. Zajął 3. miejsce w klasyfikacji generalnej Pucharu Kontynentalnego w sezonie 2012/2013.
W grudniu 2013 wystartował w zawodach skoków narciarskich na Zimowej Uniwersjadzie 2013, zajmując 19. miejsce indywidualnie i 4. w drużynie. W kolejnych latach na arenie międzynarodowej występował jedynie w zawodach FIS Cup. Po raz ostatni miało to miejsce 13 lutego 2016 w Eau Claire, gdzie Benedik zajął 23. miejsce.

## Puchar Świata

### Miejsca w poszczególnych konkursach indywidualnychPucharu Świata
| Źródło | Źródło      | Źródło | Źródło          | Źródło          | Źródło    | Źródło    | Źródło     | Źródło                 | Źródło    | Źródło        | Źródło | Źródło   | Źródło  | Źródło  | Źródło    | Źródło    | Źródło    | Źródło    | Źródło      | Źródło     | Źródło | Źródło | Źródło    | Źródło | Źródło  | Źródło  | Źródło | Źródło | Źródło | Źródło | Źródło | Źródło | Źródło | Źródło | Źródło | Źródło | Źródło | Źródło | Źródło | Źródło | Źródło | Źródło | Źródło | Źródło | Źródło | Źródło | Źródło | Źródło | Źródło |
| --- | ----------- | ------ | --------------- | --------------- | --------- | --------- | ---------- | ---------------------- | --------- | ------------- | ------ | -------- | ------- | ------- | --------- | --------- | --------- | --------- | ----------- | ---------- | ------ | ------ | --------- | ------ | ------- | ------- | ------ | ------ | ------ | ------ | ------ | ------ | ------ | ------ | ------ | ------ | ------ | ------ | ------ | ------ | ------ | ------ | ------ | ------ | ------ | ------ | ------ | ------ | ------ |
| Sezon 2012/2013 |             |        |                 |                 |           |           |            |                        |           |               |        |          |         |         |           |           |           |           |             |            |        |        |           |        |         |         |        |        |        |        |        |        |        |        |        |        |        |        |        |        |        |        |        |        |        |        |        |        |        |
| Lillehammer | Lillehammer | Ruka   | Krasnaja Polana | Krasnaja Polana | Engelberg | Engelberg | Oberstdorf | Garmisch-Partenkirchen | Innsbruck | Bischofshofen | Wisła  | Zakopane | Sapporo | Sapporo | Vikersund | Vikersund | Harrachov | Harrachov | Klingenthal | Oberstdorf | Lahti  | Kuopio | Trondheim | Oslo   | Planica | Planica | punkty |        |        |        |        |        |        |        |        |        |        |        |        |        |        |        |        |        |        |        |        |        |        |
| - | -           | -      | -               | -               | -         | -         | -          | -                      | -         | -             | -      | -        | -       | -       | -         | -         | -         | -         | -           | -          | 45     | 50     | 45        | q      | q       | -       | 0      |        |        |        |        |        |        |        |        |        |        |        |        |        |        |        |        |        |        |        |        |        |        |
| Legenda |             |        |                 |                 |           |           |            |                        |           |               |        |          |         |         |           |           |           |           |             |            |        |        |           |        |         |         |        |        |        |        |        |        |        |        |        |        |        |        |        |        |        |        |        |        |        |        |        |        |        |
| 1 2 3 4-10 11-30 poniżej 30 dq – dyskwalifikacja q – dyskwalifikacja w kwalifikacjach q – zawodnik nie zakwalifikował się - – zawodnik nie wystartował |             |        |                 |                 |           |           |            |                        |           |               |        |          |         |         |           |           |           |           |             |            |        |        |           |        |         |         |        |        |        |        |        |        |        |        |        |        |        |        |        |        |        |        |        |        |        |        |        |        |        |

## Puchar Kontynentalny

### Miejsca w klasyfikacji generalnej
| Sezon     | Miejsce |
| --------- | ------- |
| 2012/2013 | 3.      |

### Miejsca na podium konkursów Pucharu Kontynentalnego
1. Iron Mountain – 9 lutego 2013 (2. miejsce)
2. Iron Mountain – 9 lutego 2013 (2. miejsce)
3. Iron Mountain – 10 lutego 2013 (3. miejsce)
4. Brotterode – 16 lutego 2013 (2. miejsce)
5. Wisła – 23 lutego 2013 (2. miejsce)
6. Wisła – 24 lutego 2013 (2. miejsce)

### Miejsca w poszczególnych konkursachPucharu Kontynentalnego
| Źródło                                                                        | Źródło | Źródło    | Źródło    | Źródło   | Źródło   | Źródło  | Źródło  | Źródło  | Źródło        | Źródło        | Źródło           | Źródło           | Źródło  | Źródło  | Źródło        | Źródło        | Źródło        | Źródło     | Źródło     | Źródło | Źródło | Źródło  | Źródło  | Źródło    | Źródło    | Źródło      | Źródło      | Źródło | Źródło | Źródło | Źródło | Źródło | Źródło | Źródło | Źródło | Źródło | Źródło | Źródło | Źródło | Źródło | Źródło | Źródło | Źródło | Źródło | Źródło | Źródło | Źródło | Źródło | Źródło | Źródło | Źródło | Źródło | Źródło | Źródło | Źródło | Źródło | Źródło | Źródło | Źródło |
| ----------------------------------------------------------------------------- | ------ | --------- | --------- | -------- | -------- | ------- | ------- | ------- | ------------- | ------------- | ---------------- | ---------------- | ------- | ------- | ------------- | ------------- | ------------- | ---------- | ---------- | ------ | ------ | ------- | ------- | --------- | --------- | ----------- | ----------- | ------ | ------ | ------ | ------ | ------ | ------ | ------ | ------ | ------ | ------ | ------ | ------ | ------ | ------ | ------ | ------ | ------ | ------ | ------ | ------ | ------ | ------ | ------ | ------ | ------ | ------ | ------ | ------ | ------ | ------ | ------ | ------ |
| Sezon 2012/2013                                                               |        |           |           |          |          |         |         |         |               |               |                  |                  |         |         |               |               |               |            |            |        |        |         |         |           |           |             |             |        |        |        |        |        |        |        |        |        |        |        |        |        |        |        |        |        |        |        |        |        |        |        |        |        |        |        |        |        |        |        |        |
| Ałmaty                                                                        | Ałmaty | Engelberg | Engelberg | Zakopane | Zakopane | Sapporo | Sapporo | Sapporo | Bischofshofen | Bischofshofen | Titisee-Neustadt | Titisee-Neustadt | Planica | Planica | Iron Mountain | Iron Mountain | Iron Mountain | Brotterode | Brotterode | Wisła  | Wisła  | Liberec | Liberec | Vikersund | Vikersund | Niżny Tagił | Niżny Tagił | punkty |        |        |        |        |        |        |        |        |        |        |        |        |        |        |        |        |        |        |        |        |        |        |        |        |        |        |        |        |        |        |        |
| -                                                                             | -      | 24        | 12        | 65       | 6        | -       | -       | -       | -             | -             | -                | -                | 4       | 6       | 2             | 2             | 3             | 2          | 8          | 2      | 2      | -       | -       | -         | -         | -           | -           | 651    |        |        |        |        |        |        |        |        |        |        |        |        |        |        |        |        |        |        |        |        |        |        |        |        |        |        |        |        |        |        |        |
| Legenda                                                                       |        |           |           |          |          |         |         |         |               |               |                  |                  |         |         |               |               |               |            |            |        |        |         |         |           |           |             |             |        |        |        |        |        |        |        |        |        |        |        |        |        |        |        |        |        |        |        |        |        |        |        |        |        |        |        |        |        |        |        |        |
| 1 2 3 4-10 11-30 poniżej 30 dq – dyskwalifikacja - – zawodnik nie wystartował |        |           |           |          |          |         |         |         |               |               |                  |                  |         |         |               |               |               |            |            |        |        |         |         |           |           |             |             |        |        |        |        |        |        |        |        |        |        |        |        |        |        |        |        |        |        |        |        |        |        |        |        |        |        |        |        |        |        |        |        |

## Letni Puchar Kontynentalny

### Miejsca w poszczególnych konkursachLetniego Pucharu Kontynentalnego
| Źródło                                                                        | Źródło | Źródło | Źródło | Źródło          | Źródło          | Źródło      | Źródło      | Źródło      | Źródło      | Źródło     | Źródło     | Źródło      | Źródło      | Źródło | Źródło | Źródło | Źródło | Źródło | Źródło | Źródło | Źródło | Źródło | Źródło | Źródło | Źródło | Źródło |
| ----------------------------------------------------------------------------- | ------ | ------ | ------ | --------------- | --------------- | ----------- | ----------- | ----------- | ----------- | ---------- | ---------- | ----------- | ----------- | ------ | ------ | ------ | ------ | ------ | ------ | ------ | ------ | ------ | ------ | ------ | ------ | ------ |
| 2012                                                                          |        |        |        |                 |                 |             |             |             |             |            |            |             |             |        |        |        |        |        |        |        |        |        |        |        |        |        |
| Stams                                                                         | Stams  | Kranj  | Kranj  | Krasnaja Polana | Krasnaja Polana | Kuopio      | Kuopio      | Lillehammer | Lillehammer | Czajkowski | Czajkowski | Klingenthal | Klingenthal | punkty |        |        |        |        |        |        |        |        |        |        |        |        |
| -                                                                             | -      | -      | -      | -               | -               | -           | -           | -           | -           | -          | -          | 51          | dq          | 0      |        |        |        |        |        |        |        |        |        |        |        |        |
| 2013                                                                          |        |        |        |                 |                 |             |             |             |             |            |            |             |             |        |        |        |        |        |        |        |        |        |        |        |        |        |
| Stams                                                                         | Stams  | Kranj  | Kranj  | Kuopio          | Kuopio          | Lillehammer | Lillehammer | Klingenthal | Klingenthal | punkty     | punkty     | punkty      | punkty      | punkty | punkty | punkty | punkty | punkty |        |        |        |        |        |        |        |        |
| -                                                                             | -      | 59     | -      | -               | -               | -           | -           | -           | -           | 0          | 0          | 0           | 0           | 0      | 0      | 0      | 0      | 0      |        |        |        |        |        |        |        |        |
| Legenda                                                                       |        |        |        |                 |                 |             |             |             |             |            |            |             |             |        |        |        |        |        |        |        |        |        |        |        |        |        |
| 1 2 3 4-10 11-30 poniżej 30 dq – dyskwalifikacja - – zawodnik nie wystartował |        |        |        |                 |                 |             |             |             |             |            |            |             |             |        |        |        |        |        |        |        |        |        |        |        |        |        |

## FIS Cup

### Miejsca w klasyfikacji generalnej
| Sezon     | Miejsce |
| --------- | ------- |
| 2009/2010 | 151.    |
| 2010/2011 | 120.    |
| 2013/2014 | 29.     |
| 2014/2015 | 184.    |
| 2015/2016 | 145.    |

### Miejsca w poszczególnych konkursachFIS Cupu
| Sezon 2009/2010                                                               |          |                     |                     |                |                     |                     |            |            |            |            |          |                     |                     |            |            |                     |          |             |             |            |             |             |             |              |              |        |        |        |        |        |        |        |        |        |        |        |        |        |        |        |        |        |
| Villach                                                                       | Predazzo | Predazzo            | Oberwiesenthal      | Oberwiesenthal | Szczyrbskie Jezioro | Szczyrbskie Jezioro | Falun      | Falun      | Einsiedeln | Einsiedeln | Notodden | Notodden            | Harrachov           | Harrachov  | Szczyrk    | Szczyrk             | Lauscha  | Lauscha     | Villach     | Kranj      | Kranj       | Zaō         | Zaō         | Courchevel   | Courchevel   | punkty |        |        |        |        |        |        |        |        |        |        |        |        |        |        |        |        |
| -                                                                             | -        | -                   | -                   | -              | -                   | -                   | -          | -          | -          | -          | -        | -                   | -                   | -          | -          | -                   | -        | -           | 30          | 10         | 34          | -           | -           | -            | -            | 27     |        |        |        |        |        |        |        |        |        |        |        |        |        |        |        |        |
| Sezon 2010/2011                                                               |          |                     |                     |                |                     |                     |            |            |            |            |          |                     |                     |            |            |                     |          |             |             |            |             |             |             |              |              |        |        |        |        |        |        |        |        |        |        |        |        |        |        |        |        |        |
| Villach                                                                       | Villach  | Szczyrbskie Jezioro | Szczyrbskie Jezioro | Örnsköldsvik   | Örnsköldsvik        | Falun               | Falun      | Einsiedeln | Einsiedeln | Notodden   | Notodden | Szczyrbskie Jezioro | Szczyrbskie Jezioro | Szczyrk    | Szczyrk    | Kranj               | Kranj    | Ramsau      | Ramsau      | Ruhpolding | Ruhpolding  | Zaō         | Zaō         | punkty       | punkty       | punkty | punkty | punkty | punkty | punkty | punkty | punkty | punkty | punkty | punkty | punkty | punkty | punkty | punkty | punkty | punkty | punkty |
| -                                                                             | -        | -                   | -                   | -              | -                   | -                   | -          | -          | -          | -          | -        | -                   | -                   | -          | -          | 15                  | -        | 13          | 18          | -          | -           | -           | -           | 49           | 49           | 49     | 49     | 49     | 49     | 49     | 49     | 49     | 49     | 49     | 49     | 49     | 49     | 49     | 49     | 49     | 49     | 49     |
| Sezon 2013/2014                                                               |          |                     |                     |                |                     |                     |            |            |            |            |          |                     |                     |            |            |                     |          |             |             |            |             |             |             |              |              |        |        |        |        |        |        |        |        |        |        |        |        |        |        |        |        |        |
| Villach                                                                       | Villach  | Szczyrk             | Szczyrk             | Kuopio         | Kuopio              | Kranj               | Kranj      | Zakopane   | Zakopane   | Frenštát   | Frenštát | Einsiedeln          | Einsiedeln          | Râșnov     | Râșnov     | Notodden            | Notodden | Brattleboro | Brattleboro | Râșnov     | Râșnov      | Zakopane    | Zakopane    | punkty       | punkty       | punkty | punkty | punkty | punkty | punkty | punkty | punkty | punkty | punkty | punkty | punkty | punkty | punkty | punkty | punkty | punkty | punkty |
| -                                                                             | -        | -                   | -                   | -              | -                   | 32                  | 7          | 16         | 4          | -          | -        | -                   | -                   | -          | -          | -                   | -        | 4           | 26          | -          | -           | -           | -           | 156          | 156          | 156    | 156    | 156    | 156    | 156    | 156    | 156    | 156    | 156    | 156    | 156    | 156    | 156    | 156    | 156    | 156    | 156    |
| Sezon 2014/2015                                                               |          |                     |                     |                |                     |                     |            |            |            |            |          |                     |                     |            |            |                     |          |             |             |            |             |             |             |              |              |        |        |        |        |        |        |        |        |        |        |        |        |        |        |        |        |        |
| Villach                                                                       | Villach  | Hinterzarten        | Hinterzarten        | Kuopio         | Kuopio              | Einsiedeln          | Einsiedeln | Planica    | Planica    | Szczyrk    | Szczyrk  | Râșnov              | Râșnov              | Notodden   | Notodden   | Szczyrbskie Jezioro | Zakopane | Zakopane    | Kranj       | Kranj      | Brattleboro | Brattleboro | Lake Placid | Hinterzarten | Hinterzarten | punkty |        |        |        |        |        |        |        |        |        |        |        |        |        |        |        |        |
| -                                                                             | -        | 33                  | 61                  | -              | -                   | -                   | -          | 35         | 46         | -          | -        | -                   | -                   | -          | -          | 43                  | 31       | 19          | -           | -          | -           | -           | -           | -            | -            | 12     |        |        |        |        |        |        |        |        |        |        |        |        |        |        |        |        |
| Sezon 2015/2016                                                               |          |                     |                     |                |                     |                     |            |            |            |            |          |                     |                     |            |            |                     |          |             |             |            |             |             |             |              |              |        |        |        |        |        |        |        |        |        |        |        |        |        |        |        |        |        |
| Villach                                                                       | Villach  | Kuopio              | Kuopio              | Szczyrk        | Szczyrk             | Einsiedeln          | Einsiedeln | Râșnov     | Râșnov     | Notodden   | Notodden | Zakopane            | Zakopane            | Pjongczang | Pjongczang | Whistler            | Whistler | Eau Claire  | Eau Claire  | Planica    | Planica     | Harrachov   | Harrachov   | punkty       | punkty       | punkty | punkty | punkty | punkty | punkty | punkty | punkty | punkty | punkty | punkty | punkty | punkty | punkty | punkty | punkty | punkty | punkty |
| -                                                                             | -        | -                   | -                   | -              | -                   | -                   | -          | -          | -          | -          | -        | -                   | -                   | -          | -          | -                   | -        | 20          | 23          | -          | -           | -           | -           | 19           | 19           | 19     | 19     | 19     | 19     | 19     | 19     | 19     | 19     | 19     | 19     | 19     | 19     | 19     | 19     | 19     | 19     | 19     |
| Legenda                                                                       |          |                     |                     |                |                     |                     |            |            |            |            |          |                     |                     |            |            |                     |          |             |             |            |             |             |             |              |              |        |        |        |        |        |        |        |        |        |        |        |        |        |        |        |        |        |
| 1 2 3 4-10 11-30 poniżej 30 dq – dyskwalifikacja - – zawodnik nie wystartował |          |                     |                     |                |                     |                     |            |            |            |            |          |                     |                     |            |            |                     |          |             |             |            |             |             |             |              |              |        |        |        |        |        |        |        |        |        |        |        |        |        |        |        |        |        |